# Lachwa

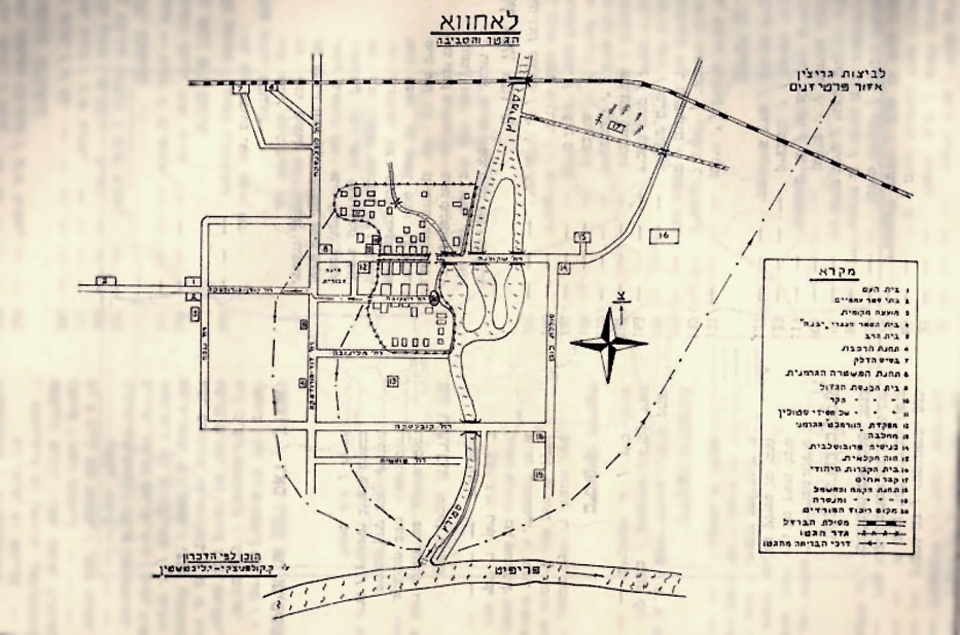
Reproduktion aus: Rishonim la-mered: Lachwa, 1957

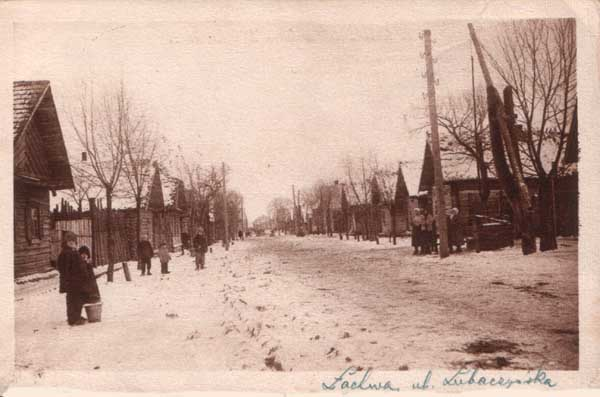
Lachwa 1926

Lachwa (belarussisch Лахва, russisch Лахва, polnisch Łachwa, hebräisch לחווא, jiddisch לאַכװע) ist ein Dorf im Rajon Luninez in der Republik Belarus in der Breszkaja Woblasz mit rund 2100 Einwohnern. Das Dorf liegt im Süden des Landes in der Region Polesien östlich der Stadt Pinsk.

## Jüdische Besiedlung und Ghetto Lachwa
Die jüdische Besiedlung von Lachwa begann in der zweiten Hälfte des 17. Jahrhunderts, zu jener Zeit war Lachwa im Besitz der Familien Radziwiłł und Kiszka. Zu Beginn des 20. Jahrhunderts war Lachwa zu einem Schtetl mit einer rasch anwachsenden jüdischen Bevölkerung herangewachsen. Am Ende des Ersten Weltkrieges machten die Juden ein Drittel der Ortsbevölkerung aus, bis Ende der 1930er Jahre hatte sich jedoch die jüdische Bevölkerung auf 2300 verdoppelt (bei einer Gesamtbevölkerung von 3800). Infolge des Molotow-Ribbentrop-Pakts vom August 1939 wurde Lachwa der Weißrussischen SSR zugeschlagen, doch bis Sommer 1941 nahm die jüdische Bevölkerung noch um 40 % zu, nachdem Juden aus deutsch besetzten Gebieten in den Machtbereich der Sowjetunion geflüchtet waren.
Nach dem deutschen Überfall auf die Sowjetunion besetzten deutsche Truppen am 8. Juli 1941 Lachwa und errichteten ein SS-Sammellager mit der Tarnbezeichnung Ghetto Lachwa. Als das Ghetto am 3. September 1942 aufgelöst wurde, ereignete sich der vermutlich erste massive Widerstand der gefangenen jüdischen Bevölkerung. 90 der am Aufstand von Lachwa Beteiligten erlebten das Kriegsende und wanderten später nach Israel und in andere Länder aus.